# Adrian Foster (cầu thủ bóng đá)
Adrian Foster (sinh ngày 19 tháng 3 năm 1971 ở Kidderminster) là một cầu thủ bóng đá và huấn luyện viên bóng đá người Anh. Ông thi đấu nhiều mùa giải ở Football League trong thập niên 1990 trước khi xuống thi đấu bóng đá non-league.
Tháng 12 năm 2013, ông được bổ nhiệm làm huấn luyện viên của Frome Town và trước đó đã dẫn dắt Gillingham Town. Sáu tháng sau khi đến Frome làm huấn luyện viên, ông được gia hạn thêm 2 năm hợp đồng vào tháng 5 năm 2014.